# Montivipera latifii
Montivipera latifii là một loài rắn trong họ Rắn lục. Loài này được Mertens Darewsky & Klemmer mô tả khoa học đầu tiên năm 1967.